# Tony Snow

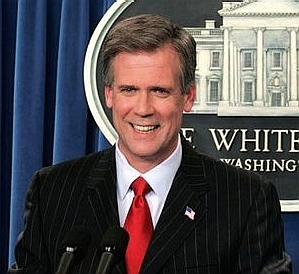
Tony Snow

Robert Anthony „Tony“ Snow (* 1. Juni 1955 in Berea, Kentucky; † 12. Juli 2008 in Georgetown, Washington, D.C.) war vom Mai 2006 bis zum September 2007 Pressesprecher im Weißen Haus unter Präsident George W. Bush.
Snow war als Nachfolger von Scott McClellan die dritte Person auf diesem Posten unter Präsident Bush und reichte am 31. August 2007 seinen Rücktritt ein. Seine Nachfolge übernahm seine vormalige Stellvertreterin Dana Perino. Snow hatte schon 14 Tage zuvor bekannt gegeben, dass er den Posten als Sprecher des Weißen Hauses aus finanziellen Gründen aufgeben werde. Ein genaues Rücktrittsdatum nannte er zu dem Zeitpunkt jedoch nicht.
Früher arbeitete Snow bei dem Nachrichtensender Fox News Channel als Nachrichtensprecher und Leiter einer Talkshow. Er war ebenfalls Leiter der The Tony Snow Show im Fox News Radio Network. Vor seiner Radiosendung war er häufiger Gast in The Rush Limbaugh Show und verfasste Kommentare bei National Public Radio.
Zu Beginn seiner Karriere arbeitete Snow bereits für Präsident George H. W. Bush als Chefredenschreiber und als Deputy Assistant für Medienangelegenheiten des Präsidenten.
Im Jahr 2005 wurde bei ihm Darmkrebs diagnostiziert, ein Teil seines Darms wurde entfernt und nach einem halben Jahr Behandlungen glaubten die Ärzte, den Krebs unter Kontrolle zu haben. Am 27. März 2007 wurde jedoch bekannt, dass Snow wieder an Krebs erkrankt ist. Der Darmtumor hatte auch Metastasen in die Leber gestreut. Am 30. April nahm er seine Arbeit jedoch wieder auf. Snow verstarb am 12. Juli 2008 an den Folgen seiner Krankheit.